# 徒然喜歡你
《徒然喜歡你》（日语：徒然チルドレン）是日本漫畫家若林稔彌的日本漫畫作品，2012年10月開始在個人主頁、pixiv及niconico靜畫等網站上連載。2014年8月開始在講談社漫畫雜誌《別冊少年Magazine》2014年9月號開始連載，2015年4月移至《周刊少年Magazine》繼續連載。電視動畫於2017年7月4日起由東京都會電視台、AT-X等電視台開始播出。

## 故事簡介
故事讲述了青梅竹马之间、学生会长与不良少女之间、前辈与后辈之间、同学之间等多种不同角色的恋爱。獻給無法說出「喜歡你」的所有人。

本作描寫的是隨處可見、非常平凡的高中生們。他（她）們為了戀愛時而燃燒、時而徬徨、時而煩惱，伴隨著笑容、哭泣和內心的傷痛，一場描述無法取代青春生活的群像劇即將在此上演。

## 登場角色
| 角色                                  | 聲優       | 班級         | 社團         | 角色簡介 |
| ------------------------------------- | ---------- | ------------ | ------------ | --- |
| 菅原卓郎                              | 石川界人   | 2年4班       | 足球社       | 暱稱是「小卓子/阿菅（すがやん）」。性格溫柔，體能出眾。單戀著高野千鶴。雖然對高野有好感並鼓起勇氣追求她，但總是無法順利傳達自己的心意，感覺高野對戀愛沒什麼興趣，而沒有採取進一步的行動，過著讓人著急的每一天。常不自覺的將視線移到高野上，兩人經常對到眼。由於感覺高野對於自己沒有興趣，一度想放下對高野的情感。在暑假前夕班上同學籌劃去海邊玩時，以社團活動為由拒絕邀約，實際認為自己參加反而會因在意高野而難受，後因高野一句「如果菅原同學不去，我也無法開心去玩」轉而決定參加，並重燃追求高野的決心。 運動會兩人三腳比賽搭檔沒有抽到高野而覺得遺憾，後因高野的搭檔剛田謊稱腳痛不能參賽，加上其他同學的助攻，被高野邀請代替參加比賽，賽後兩人的關係變好。修學旅行想和高野創造回憶卻苦無進展，於土產店巧遇高野時被邀請一起購買紀念品，兩人挑選了成對石獅子造型鑰匙圈，並互相約定為避免同學八卦，將此事當做秘密，把鑰匙圈掛在錢包隨身攜帶。 在新年參拜時，有感於高三即將重新分班和準備大考，擔憂關係會因此變疏遠，菅原決定對高野告白，不知所措的高野落荒而逃。之後菅原於學校放學時等待高野出現。碰面後高野以考試為由婉拒了告白。對此菅原回應希望兩人互相扶持、一起克服難關，再次表白心意，終於打動高野，同意交往。 |
| 高野千鶴                              | 水瀨祈     | 2年4班       | 管樂社       | 暱稱是「小千（ちーちゃん）」。社團吹奏的樂器是中音薩克斯風。沒有自信，十分害羞。對戀愛非常遲鈍，也不擅長談戀愛的話題。儘管屢次被菅原示好，但始終沒發覺那是對自己的心意，反而認為菅原是對大家都很溫柔的好人。後來高野意識到自己開始在意起菅原同學的事情，但是對自己沒什麼信心，也都沒有採取進一步行動。暑假前夕班上同學籌劃去海邊旅遊，得知菅原可能不會參加時，脫口而出「如果菅原同學不去，我也無法開心去玩」，成功邀請菅原同行。 運動會的兩人三腳項目未抽到和菅原一組感到悶悶不樂，對菅原態度冷淡，在意菅原和派翠西亞的搭檔，討厭自己不坦率的個性。在搭檔剛田以及其他同學的幫助下(謊稱腳痛不能參賽)，主動邀請菅原一同參賽，賽後決定要更坦率面對自己的心意。修學旅行中想與菅原創造共同回憶，故邀請菅原一起買紀念品，兩人挑選了成對的石獅子造型鑰匙圈，並約定好為了避免同學八卦，將此事當作兩人的秘密，把鑰匙圈掛在背包裝飾。 新年參拜時，感嘆高三即將重新分班和必須努力備考，對菅原表示即使換班會覺得寂寞，但只要看見鑰匙圈，想到菅原也在一同奮鬥，她就有繼續努力的動力。被菅原告白後，因為心情過於混亂而落荒而逃。而後於學校遇見等待她放學的菅原，高野回覆自己也喜歡菅原「但我們沒有談戀愛的時間了，再進一步會變得很辛苦...所以保持距離就好」，對此菅原回應他一直在等待高野察覺自己的感情「我希望和高野一起互相支持克服難關，請妳接受我的心意」，最終高野被菅原感動，噙淚頷首同意交往。 |
| 吉永倫子                              | 湯淺楓     | 2年4班       | 管樂社       | 暱稱是「小吉（よっちゃん）」。高野千鶴的摯友。曾喜歡菅原卓郎，透過千鶴用信告白過但被拒絕，後暗地裡支持著千鶴與菅原的戀情。 |
| 剛田武                                | 前野智昭   | 2年4班       | 排球社       | 上根綾香的男友。性格非常認真，對戀愛非常遲鈍，甚至沒意識到自己被上根告白。即使在交往後，也總是察覺不到上根的心意，做出一些不經大腦的回應。意外的是一個主動的人，時常做出上根預想不到的事。有時會認為自己太寵女友。 |
| 上根綾香                              | 小倉唯     | 2年4班       | 茶道社       | 剛田武的女友。害羞老實，易鑽牛角尖。喜歡對剛田撒嬌。為人較畏縮不前，就算對剛田告白了也沒能讓對方察覺自己的心意。交往後也時常因無法互相理解想法而鬱鬱寡歡，但只要能和剛田獨處就很開心，一有機會就會向剛田撒嬌。 |
| 上根憐香                              | 不適用     | 不適用       | 不適用       | 上根綾香的妹妹。小學一年級。好奇滿滿的女孩，對於姐姐的男朋友充滿好奇。 |
| 高瀨春彦                              | 熊谷健太郎 | 2年1班       | 足球社       | 性格開朗，體能出眾。喜歡神田沙希但卻不敢表白，有意識到神田同學可能喜歡自己，但雙方總以模糊曖昧的態度在試探對方心意。某天兩人使用簡訊聊天時氣氛正好，神田傳訊告白，卻因為自己同時傳訊息表示「覺得使用簡訊告白是很差勁的行為」不僅錯過回覆，甚至與神田關係轉為尷尬。而後與神田聊天解開誤會，當下想回覆告白卻神田被打斷要求作回朋友關係而未能回應心意。 運動會前，開玩笑表示要在運動會對神田告白。接力賽擔任尾棒，在神田摔倒後全力衝刺奇蹟逆轉奪冠，而後體力不支被送到保健室。兩人獨處時表示自己因擔心關係會變尷尬而一直以曖昧態度蒙混過去，但不想再只是維持良好關係。雖未能告白，但與神田的感情升溫。 感受到姫宮愛麗絲對自己的好感，但對其不感興趣而盡量保持距離。聖誕夜面對姫宮的邀約，決定赴約並回覆心意，拒絕姫宮告白並希望她能獲得幸福。 高三分班前夕，被神田告白，兩人交往。 |
| 神田沙希                              | 三宅晴佳   | 2年1班       | 軟式網球社   | 喜歡高瀨春彦，曾在下雪時將高瀨同學叫至戶外，但沒勇氣告白。由於無法坦誠表達心意及擔心告白失敗會變得尷尬，只好一直以模糊開玩笑的態度試探高瀨的心意。被友人皆川由紀疑惑為何兩人關係甚好卻不交往。某天與高瀨使用簡訊聊天，氣氛正好時傳訊息對高瀨告白，但同時高瀨亦傳訊息表示使用簡訊告白是很差勁的行為，導致自己無法面對高瀨，認為高瀨對自己沒有興趣而後悔告白舉動，關係轉僵。而後兩人私下聊天解開誤會，成功作回朋友關係。 運動會前夕，對高瀨的試探開玩笑回應自己一定會拒絕，但若氣氛始然則可能會接受告白。接力賽跑擔任倒數第二棒，卻在途中摔倒而成為吊車尾，在高瀨的表現下成功扭轉局勢奪冠，陪同體力透支的高瀨去保健室。兩人獨處時對高瀨回應自己也是相同想法，兩人關係升溫。 得知姫宮愛麗絲也對高瀨有好感，而開始介意姫宮和高瀨的互動。聖誕夜撞見高瀨和姫宮在一起，誤以為兩人在交往，姫宮主動化解誤會並鼓勵神田對高瀨告白。 於升上高三前夕，成功對高瀨告白，兩人交往。 |
| 姫宮愛麗絲                            | 不適用     | 2年7班       | 料理社       | 有病嬌傾向，但本質溫柔。國中被同學欺負時被高瀨春彥關心而暗戀高瀨，時常自我妄想。將神田當作情敵，自認對高瀨的感情比誰都深。因野呂同學誤會她對自己有意思，而非常討厭野呂，卻反過來被野呂追求。聖誕夜時約高瀨碰面並且告白，被拒絕。認為自己無法介入神田和高瀨的關係，選擇退出並鼓勵神田向高瀨告白。最終接受野呂的心意與其交往。 |
| 野呂明政                              | 浜添伸也   | 2年1班       | 排球社       | 一個非常有精神的笨蛋少年。因誤會以為姫宮同學對自己有好感，反過來開始追求姫宮。 |
| 飯島香奈                              | 鬼頭明里   | 2年4班       | 不適用       | 内村千秋的女朋友。擅長吐槽。與千秋為默契十足的搭檔。一年前對千秋告白卻被誤會在演短劇，誤打誤撞以為兩人在交往。正式交往後關係仍未有進展，但總被同學認為兩人是進展最快的情侶。表示自己並不在意兩人發展如何，順其自然即可，對千秋藉酒壯膽強吻她的行為感到生氣而提出分手，事後有些後悔。在千秋道歉後，選擇原諒並接受他的再次告白。總是被千秋少根筋的個性惹怒，但兩人關係仍然非常穩定，被友人戲稱為進入感情倦怠期。 |
| 内村千秋                              | 山下誠一郎 | 2年4班       | 不適用       | 飯島香奈的男朋友。幽默風趣，有些輕浮。與香奈是默契十足的搭檔。完全不知自己在與香奈交往，在得知香奈的心意後對其告白。正式交往後兩人互動一如既往未能進一步發展。情急之下藉酒壯膽強吻香奈，香奈一怒之下提出分手，在充分反省後對其道歉，並以認真的態度再次對香奈告白。少根筋的個性總是惹香奈生氣，但事後會反省道歉，兩人關係十分穩定。 |
| 內村惠子                              | 押川千加   | 不適用       | 不適用       | 內村千秋的母親。有些搞怪，好奇著兒子和女友的進展。十分開明。 |
| 皆川由紀                              | 花澤香菜   | 2年1班       | 軟式網球社   | 班級委員。總是笑嘻嘻的少女，擁有天使般的笑容。喜歡同樣擔任班委員的古屋純。由於古屋認真的個性讓皆川喜歡捉弄他。實際上自己也非常容易害羞，只好用捉弄古屋的方式來掩飾。後正式成為古屋的女友，雖然還是如同往常地捉弄古屋，但卻更常因古屋不經意的話語害羞的不知作何反應。 |
| 古屋純                                | 天崎滉平   | 2年1班       | 廣播社       | 班級委員。每天都被皆川由紀戲弄。性格認真。雖表示無法回覆皆川半開玩笑的告白，但不知不覺中卻已喜歡上皆川。後接受告白正式成為皆川男友，雖然還是如同往常地被捉弄，但相處久了後也逐漸能分辨皆川開玩笑和認真的舉動，反而會讓皆川害羞的不知如何是好。 |
| 古屋螢                                | 戶松遥     | 1年3班       | 廣播社       | 古屋純的妹妹。個性和哥哥相似。兄控，對皆川由紀反感，非常擔心哥哥，不希望他跟性格惡劣的女生交往。但反而被皆川抓住個性捉弄。某次螢遭路人搭訕無法擺脫時被皆川解圍，內心對皆川漸漸有好感。隨著感受到皆川對她的重視，雖然嘴上說著討厭，實際上已認同皆川作為哥哥的女朋友。 |
| 赤木正文                              | 小野賢章   | 3年8班       | 學生會       | 學生會會長。對不良少女梶亮子有好感，並追求梶。在校內抓到梶抽菸後用親吻換取不舉報抽菸的條件，事後表明已經注意梶許久。為了能跟梶一起上大學，時常指導她學習，目標是一起考上公立大學。故事最終梶成功考上志願，與梶一起上大學。 |
| 梶亮子                                | 佐倉綾音   | 3年8班       | 不適用       | 對自己跟不上課業感到不安，選擇自我放棄並與班上同學保持距離的不良少女。在學校抽菸被赤木正文看到，接受赤木親吻的條件。不坦率愛逞強的個性，但總被赤木牽著鼻子走。跟赤木交往後決心要好好念書一起上個好大學。故事最終成功考上志願，如願與赤木一起上大學。 |
| 香取慎一                              | 浪川大輔   | 3年5班       | 戲劇社       | 戲劇社社長。與赤木是摯友。謎一般的學長。自稱戀愛大師，有著相當煩人的性格，事實上有著銳利的眼光和體貼的心，時常在校園中幫助為戀情所困的學生。不常在社團活動中現身，但每次出現都能適時引導學弟妹表現。因為身體欠佳曾經休學，復學後又時常翹課，留級數次。 |
| 細川數子                              | 村川梨衣   | 2年4班       | 不適用       | 意外與香取學長相遇，之後便一直追求香取學長，因為太過於喜歡香取學長所以變得有些奇怪。 |
| 松浦彩音                              | 真野步     | 2年4班       | 戲劇社       | 戲劇社副社長。初登場時向喜歡的人告白但被拒絕，此時香取學長突然出來鼓勵自己。感覺香取相當煩人，過去曾接受香取的指導和鼓勵，心中仍十分感激他。社團中作為學姊，表現較為嚴肅。對高橋烏菈菈的行為有時會感到火大，但彷彿看見過去勤奮練習的自己而無法發火。 |
| 高橋烏菈菈                            | 不適用     | 1年3班       | 戲劇社       | 戲劇社成員。稍微有點天然性格的努力家。 |
| 辻啓介                                | 榎木淳彌   | 2年4班       | 不適用       | 好色，但本性認真。擅長英語。跟派翠西亞關係良好，兩人正在交往中。不能理解派翠西亞「壽司/稀飯」的意思。在得知派翠西亞升高三將回國後，暗自下決心要苦練英文出國留學與派翠西亞見面。 |
| 派翠西亞·考菲爾德(Patricia Caulfield) | 丹下櫻     | 2年4班       | 空手道社     | 歐美的寄宿留學生，暱稱是「派媞（パティ）」。非常外向，個性單純。思考的迴路較特殊。日語說得很奇怪，會把喜歡這詞以「壽司/稀飯」代替說出，本人曾解釋這個詞代表著比喜歡更強烈的LOVE(愛)。跟辻啓介關係良好，兩人正在交往中。對於交往非常保守，把親吻視為「色色的事情」，認為關係要非常親密才可以做。 |
| 山根隆夫                              | 下野紘     | 2年7班       | 不適用       | 栗原千代的男友。為御宅族。對自己外貌和個性都極度無自信，因此對戀愛十分遲鈍，性格軟弱。曾於公車上拯救被癡漢騷擾的栗原。栗原對他有好感，但礙於自卑心而總是曲解其心意，認為只是基於禮貌才與他互動。後於摯友本山友道協助下邀請栗原參加同人展，獨處聊天時面對栗原不停暗示始理解她的心意而告白。 |
| 栗原千代                              | 加隈亞衣   | 2年1班       | 料理社       | 曾在巴士上被癡漢盯上而被山根隆夫所救，對山根有好感。無奈不論在她的明示或暗示下，山根都未能理解她的舉動飽含著心意。後被山根邀去同人展，在栗原不斷暗示下山根終得知其心意而告白。喜歡山根的溫柔，也喜歡他的臉。 |
| 本山友道                              | 保志總一朗 | 2年7班       | 空手道社     | 空手道社社長。御宅族。山根隆夫的摯友。說話有點奇怪但是個好人。把女人稱為「怨那」。在暑假結束前與轉學生榎本伊織相遇，後來成為朋友並對她有好感。與山根一樣自認不受女孩子喜歡，但被榎本吸引後，對自己認知產生了動搖。 |
| 榎本伊織                              | 不適用     | 2年7班       | 不適用       | 在原來的學校是女子籃球社。來自關西地區的轉學生。暑假快結束時意外與本山友道相遇，後來成為同學。交際力很強，本山是她在這交上的第一個朋友。 |
| 砂川義春                              | 不適用     | 2年1班       | 不適用       | 性格冷淡，面癱。戶田冬美的男友。喜歡鮭魚。對戶田告白，交往後過著一如往常的生活，有時會提出一些希望讓感情更好的想法(例如:說喜歡妳、牽手、接吻等)，但總被戶田以嫌棄的臉看待。 |
| 戶田冬美                              | 不適用     | 2年1班       | 不適用       | 性格冷淡，面癱。砂川義春的女友。喜歡小狗。對誰都沒有興趣，但仍然接受砂川的告白，覺得有沒有交往都沒有差別。對砂川偶爾提出的要求表現嫌棄態度，實際上並不會討厭，只是認為很麻煩。 |
| 湯川英樹                              | 小野大輔   | 畢業生（OB） | 天文社（原） | 大學生，前天文社社長。為笹原皐月的男友，維持著遠距離戀愛的狀態。興趣是料理。 |
| 笹原皐月                              | 內田真禮   | 3年2班       | 天文社       | 天文社社長。本身對星星沒有太大興趣，但為了喜歡的湯川學長加入天文社。總把喜歡當玩笑掛在嘴邊而無法傳遞真實情感。在學長畢業前夕終於告白成功，以遠距離戀愛穩定交往中。作為天文社學姊有些少根筋，但十分關心身為後輩的加賀和七瀨。 |
| 加賀優樹                              | 橋本祐樹   | 1年6班       | 天文社       | 七瀨薰的青梅竹馬。沒什麼嗜好，認為自己是個無趣的人。因為憧憬著學姊笹原皐月加入天文社，暗戀著笹原學姊。沒意識到七瀨喜歡自己，認為七瀨的各種舉動是來自於青梅竹馬的關係，不能理解為何七瀨總是針對自己。雖對戀愛遲鈍，但實際上心思細膩，可以察覺七瀨細微的情緒起伏。文化祭對笹原學姊告白被拒，本以為對學姊的感情稱不上喜歡，但看見她對男友展露的笑容後還是忍不住暗自哭泣，放棄追求。 後與七瀨獨處時，表示自己有察覺七瀨的心意，但總以青梅竹馬的關係來逃避，且自己剛失戀也沒有立場追求七瀨。在確認七瀨對自己的心意後，兩人交往。 |
| 七瀨薰                                | 伊波奈奈   | 1年9班       | 天文社       | 加賀優樹的青梅竹馬。隨同優樹加入天文社。從國中就喜歡優樹，心意卻不曾被察覺。國中時因為青梅竹馬的關係被同學起鬨，優樹為她解圍，感受到自己對他的情感可能超過了青梅竹馬的程度。喜歡加賀的心思細膩，並時常受他幫助，在得知加賀的心意後選擇隱藏感情，有時會對加賀說出些難聽話。知曉笹原學姊有交往對象，一方面害怕加賀受傷而隱瞞真相，另方面卻又希望加賀早點告白好對學姊死心。看見加賀告白失敗後忍不住落淚，心疼著加賀。 與加賀兩人獨處時得知他的心意，悲喜交加的對加賀表白，兩人交往。 |
| 桐原洋一                              | 杉山紀彰   | 2年7班       | 不適用       | 2年7班班導，英語科教師。很開心千葉沙耶香將自己當作可以談心的老師，起初未察覺千葉喜歡的老師就是自己而給她各種建議。後來漸漸察覺千葉心意，但忠於教師的職責，一直將千葉視為自己重要的學生，嚴守學生和教師的界線。 |
| 千葉沙耶香                            | 不適用     | 2年7班       | 圖書委員     | 圖書委員。喜歡班導桐原老師，為讓等老師下班的自己看起來自然些，經常在圖書室幫忙。每天都努力讓自己與桐原老師的關係更進一步，為了讓老師察覺到自己心意，有時會作出大膽的舉動。聖誕夜當天，邀請老師一起過節，並表示自己會待到老師赴約為止，最後發覺自己的任性造成老師的困擾感到愧疚。故事最後，表示自己不會再作出幼稚的行為，但還是會一直喜歡著桐原老師。 |
| 生形伸二                              | 不適用     | 3年2班       | 輕音樂社     | 輕音樂社社長，吉他手兼主唱。喜歡搖滾樂的少年，喜歡音樂類型是ROCKIN'ON系列。性格粗魯、態度冷漠。認為柴崎繪里香是個麻煩的女人，稱柴崎為醜女，認可她彈吉他的技術。畢業前夕，對柴崎表示，自己對除了她以外的女人沒有興趣。 |
| 柴崎繪里香                            | 小牧未侑   | 3年8班       | 茶道社       | 茶道社社長。優雅的女孩子，可愛秀麗的大小姐。實際上是個超喜歡搖滾樂的少女，但為堅守茶道社的品格，平時會將自己的興趣隱藏起來，會以「閒寂優雅小姐」（，Miss.wabi-sabi）的身分帶起面具成為輕音樂社的一員，吉他手。喜歡生形伸二。 |
| 佐野京子                              | 加隈亞衣   | 3年8班       | 茶道社       | 茶道社副社長。是個面廣精明的女孩。 |
| 上原悟志                              | 不適用     | 3年2班       | 輕音樂社     | 輕音樂社副社長。 |
| 腹部順平                              | 不適用     | 3年2班       | 輕音樂社     | 輕音樂社社員。 |
| 冴島遙                                | 不適用     | 3年5班       | 空手道社     | 空手道社前任社長，已引退。比男生還厲害的前輩，作風硬派，但很容易會錯意。喜歡著可愛系的相馬學弟，認為相馬沒有把自己當作女性看待。 |
| 相馬千尋                              | 不適用     | 1年3班       | 空手道社     | 空手道社。有點弱氣的男孩。因憧憬冴島社長加入空手道社，為成為男子漢向冴島前輩學習，卻被前輩誤會為是告白。在日常相處時，漸漸的發現前輩的魅力而喜歡上前輩，為了讓自己成為男子漢讓前輩認同而努力著。 |
| 園部和也                              | 不適用     | 2年1班       | 管樂社       | 學生會書記。相當照顧梨本同學，認為梨本同學吃東西時的表情很幸福而經常給她零食。未察覺梨本的心意。在修學旅行時被梨本告白，當下並未回覆。回校以後園部回覆自己沒有喜歡人的經驗，但願意和梨本交往花時間培養感情，卻被梨本以討厭自己體態為由拒絕。故事最終，園部再次表明自己並不介意他人看法「讓我覺得難受的是無法陪伴在梨本同學身邊」。真情打動梨本，兩人交往。 |
| 梨本由香利                            | 不適用     | 2年1班       | 料理社       | 吃貨女孩，喜歡經常給她零食的園部同學。非常在意自己豐腴的身材，並因此對自己沒有自信。想減肥卻一直被園部餵食，加上容易肚子餓，總以失敗告終。修學旅行時對園部告白，未收到回覆。事後園部表示接受心意，但自己無法接受，認為若和園部交往會導致他被嘲笑「我根本不該妄想談戀愛」而拒絕園部。故事最終，被園部真情感動，同意交往。 |
| 鬼塚公仁                              | 不適用     | 2年1班       | 不適用       | 性格內向。喜歡RAP，自稱為說唱手-MC鬼武者，進行著RAP的創作，只有山田同學知道，暗戀著山田。 |
| 山田五和                              | 不適用     | 2年1班       | 女子籃球社   | 也會聽流行的RAP歌曲，知道鬼塚的興趣是RAP，覺得他很有趣。 |
| 荻上太一                              | 不適用     | 2年7班       | 籃球社       | 待人和善。曾聽到傳聞同班的東条舞喜歡著自己而開始在意起東条，但實際見面時總感覺她對自己極度冷淡，反認為她是討厭自己。在與東条相處後，開始想更進一步了解她。聖誕節時聽見東条小聲的告白，開始隱瞞著班上同學交往。 |
| 東条舞                                | 不適用     | 2年7班       | 圖書委員     | 圖書委員。興趣是看書，喜歡的書籍是《蘇菲的世界》。暗戀荻上太一，但無法坦率表達心意。一旦見到本人，就會因為過於緊張而表現僵硬。隨時間相處，漸漸能對荻上表達內心想法。在聖誕聚會時與荻上獨處，小聲地說出喜歡荻上被本人聽見，隱瞞著班上同學交往。 |
| 小松貴子                              | 東內麻里子 | 2年4班       | 不適用       | 2年4班班導，體育科教師，單身。 |

## 出版書籍
徒然喜歡你
| 集數 | 講談社         | 講談社                                        | 青文出版社     | 青文出版社            |
| 集數 | 發售日期       | ISBN                                          | 發售日期       | EAN                   |
| ---- | -------------- | --------------------------------------------- | -------------- | --------------------- |
| 1    | 2014年8月16日  | ISBN 978-4-06-395168-4                        | 2016年10月13日 | EAN 471-801-602016-0  |
| 2    | 2015年1月9日   | ISBN 978-4-06-395301-5                        | 2017年2月3日   | EAN 471-801-602114-3  |
| 3    | 2015年6月17日  | ISBN 978-4-06-395426-5                        | 2017年4月27日  | EAN 471-801-602260-7  |
| 4    | 2015年12月17日 | ISBN 978-4-06-395515-6                        | 2017年6月21日  | EAN 471-8016-02399-4  |
| 5    | 2016年4月15日  | ISBN 978-4-06-395647-4                        | 2017年8月10日  | EAN 471-8016-02448-9  |
| 6    | 2016年8月17日  | ISBN 978-4-06-395735-8                        | 2017年11月2日  | EAN 471-8016-02617-9  |
| 7    | 2017年2月17日  | ISBN 978-4-06-395849-2                        | 2018年3月19日  | EAN 471-8016-02712-1  |
| 8    | 2017年6月16日  | ISBN 978-4-06-395956-7                        | 2018年5月17日  | EAN 471-8016-02944-6  |
| 9    | 2017年10月17日 | ISBN 978-4-06-510209-1 ISBN 978-4-06-358847-7 | 2018年10月8日  | ISBN 978-9863-56617-5 |
| 10   | 2017年11月17日 | ISBN 978-4-06-510391-3 ISBN 978-4-06-397041-8 | 2018年11月19日 | ISBN 978-9863-56671-7 |
| 11   | 2018年3月16日  | ISBN 978-4-06-511064-5 ISBN 978-4-06-397042-5 | 2019年2月25日  | ISBN 978-9863-56806-3 |
| 12   | 2018年8月17日  | ISBN 978-4-06-511794-1                        | 2019年4月25日  | ISBN 978-9863-56872-8 |

徒然喜歡你 全彩版
| 卷數 | 講談社        | 講談社                 |
| 卷數 | 發售日期      | ISBN                   |
| ---- | ------------- | ---------------------- |
| 1    | 2025年5月14日 | ISBN 978-4-06-539171-6 |
| 2    | 2025年6月11日 | ISBN 978-4-06-539974-3 |
| 3    | 2025年7月9日  | ISBN 978-4-06-540265-8 |

## 電視動畫
2017年2月發表製作電視動畫，於同年7月起至9月由東京都會電視台、AT-X等電視台開始播出。

### 製作團隊
- 原作：若林稔彌（周刊少年Magazine連載／講談社）
- 監督：金子拓
- 助監督：筆坂明規
- 系列構成、劇本：浦畑達彥
- 角色設計、總作畫監督：住本悅子
- 美術：佐藤勝
- 色彩設計：鈴木依里
- 攝影：加藤伸也
- 編輯：齋藤朱里
- 音響監督：立石彌生
- 音樂：天門
- 動畫製作：Studio五組
- 製作公司：NAS
- 製作委員會：徒然喜歡你製作委員會

### 主題曲
片頭曲「曖昧模糊（アイマイモコ）」
填詞、作曲：Haggy Rock，編曲：白戶佑輔，主唱：水瀨祈
片尾曲「Dear」
填詞、作曲、編曲：新田目翔，主唱：小倉唯

### 各話列表
| 話數   | 日文標題 | 中文標題           | 分鏡     | 演出          | 作畫監督                              | 各話主角                                                                                            |
| ------ | -------- | ------------------ | -------- | ------------- | ------------------------------------- | --------------------------------------------------------------------------------------------------- |
| 第1話  |          | 告白               | 金子拓   | 筆坂明規      | 住本悅子 水野隆宏                     | 高瀨春彥♥神田沙希                                                                                   |
| 第1話  |          | 不認真的她         | 金子拓   | 筆坂明規      | 住本悅子 水野隆宏                     | 古屋純♥皆川由紀                                                                                     |
| 第1話  |          | 學生會長的煩惱     | 金子拓   | 筆坂明規      | 住本悅子 水野隆宏                     | 赤木正文♥梶亮子                                                                                     |
| 第1話  |          | 角宿一             | 金子拓   | 筆坂明規      | 住本悅子 水野隆宏                     | 湯川英樹♥笹原皐月                                                                                   |
| 第2話  |          | 哥哥的女朋友       | 金子拓   | 筆坂明規      | 大田謙治                              | 古屋純♥皆川由紀 古屋螢                                                                              |
| 第2話  |          | 春天               | 金子拓   | 筆坂明規      | 大田謙治                              | 笹原皐月←♥加賀優樹                                                                                  |
| 第2話  |          | 隱形眼鏡           | 金子拓   | 筆坂明規      | 大田謙治                              | 剛田武♥上根綾香                                                                                     |
| 第2話  |          | 雨                 | 金子拓   | 筆坂明規      | 大田謙治                              | 菅原卓郎♥高野千鶴                                                                                   |
| 第3話  |          | 至近距離戀愛       | 筆坂明規 | 濱崎徹        | 橫松雄馬                              | 内村千秋♥飯島香奈                                                                                   |
| 第3話  |          | 殺學長             | 筆坂明規 | 濱崎徹        | 橫松雄馬                              | 香取慎一、松浦彩音                                                                                  |
| 第3話  |          | 戀愛很丟臉         | 筆坂明規 | 濱崎徹        | 橫松雄馬                              | 山根隆夫♥栗原千代                                                                                   |
| 第3話  |          | 打掃值日           | 筆坂明規 | 濱崎徹        | 橫松雄馬                              | 菅原卓郎♥高野千鶴                                                                                   |
| 第4話  |          | 戀愛喜劇           | 筆坂明規 | 濱崎徹        | 橫松雄馬                              | 内村千秋♥飯島香奈                                                                                   |
| 第4話  |          | 確認看看           | 筆坂明規 | 濱崎徹        | 橫松雄馬                              | 赤木正文♥梶亮子                                                                                     |
| 第4話  |          | 答覆               | 筆坂明規 | 濱崎徹        | 橫松雄馬                              | 古屋純♥皆川由紀                                                                                     |
| 第4話  |          | 閃閃發光的你       | 筆坂明規 | 濱崎徹        | 橫松雄馬                              | 菅原卓郎♥高野千鶴                                                                                   |
| 第5話  |          | Re:                | 山本天志 | 山本天志      | 正金寺直子                            | 高瀨春彥♥神田沙希                                                                                   |
| 第5話  |          | 青梅竹馬           | 山本天志 | 山本天志      | 正金寺直子                            | 笹原皐月←♥加賀優樹←♥七瀨薰                                                                          |
| 第5話  |          | 遠遠看著你         | 山本天志 | 山本天志      | 正金寺直子                            | 剛田武♥上根綾香                                                                                     |
| 第6話  |          | 獨裁               | 山本天志 | 山本天志      | 正金寺直子                            | 赤木正文♥梶亮子                                                                                     |
| 第6話  |          | X檔案              | 山本天志 | 山本天志      | 正金寺直子                            | 内村千秋♥飯島香奈                                                                                   |
| 第6話  |          | 我們不需要女人     | 山本天志 | 山本天志      | 正金寺直子                            | 山根隆夫 本山友道                                                                                   |
| 第6話  |          | 戀愛達人           | 山本天志 | 山本天志      | 正金寺直子                            | 香取慎一←♥細川數子                                                                                  |
| 第7話  |          | 陷阱               | 瀨藤健嗣 | 牧野友映      | 三股浩史                              | 古屋純♥皆川由紀 古屋螢                                                                              |
| 第7話  |          | 說給我聽           | 瀨藤健嗣 | 牧野友映      | 三股浩史                              | 剛田武♥上根綾香                                                                                     |
| 第7話  |          | 建議               | 瀨藤健嗣 | 牧野友映      | 三股浩史                              | 高瀨春彥♥神田沙希 香取慎一                                                                          |
| 第7話  |          | 都是發燒的錯       | 瀨藤健嗣 | 牧野友映      | 三股浩史                              | 菅原卓郎♥高野千鶴                                                                                   |
| 第8話  |          | 還想要更多         | 瀨藤健嗣 | 牧野友映      | 橫松雄馬                              | 剛田武♥上根綾香                                                                                     |
| 第8話  |          | 射門               | 瀨藤健嗣 | 牧野友映      | 橫松雄馬                              | 内村千秋♥飯島香奈                                                                                   |
| 第8話  |          | 胸部               | 瀨藤健嗣 | 牧野友映      | 橫松雄馬                              | 赤木正文♥梶亮子                                                                                     |
| 第8話  |          | 遍體鱗傷的天使     | 瀨藤健嗣 | 牧野友映      | 橫松雄馬                              | 香取慎一←♥細川數子                                                                                  |
| 第9話  |          | 視線               | 日高政光 | 所俊克 濱崎徹 | 竹島照子 小島唯可 正木優太            | 菅原卓郎♥高野千鶴 剛田武                                                                            |
| 第9話  |          | 起點               | 日高政光 | 所俊克 濱崎徹 | 竹島照子 小島唯可 正木優太            | 高瀨春彥♥神田沙希                                                                                   |
| 第9話  |          | 再一次             | 日高政光 | 所俊克 濱崎徹 | 竹島照子 小島唯可 正木優太            | 剛田武♥上根綾香                                                                                     |
| 第9話  |          | 喜歡               | 日高政光 | 所俊克 濱崎徹 | 竹島照子 小島唯可 正木優太            | 古屋純♥皆川由紀                                                                                     |
| 第10話 |          | 踩著我的屍體過去吧 | 日高政光 | 所俊克 濱崎徹 | 李少雷 小島唯可 正木優太              | 山根隆夫♥栗原千代 本山友道                                                                          |
| 第10話 |          | 嫉妒               | 日高政光 | 所俊克 濱崎徹 | 李少雷 小島唯可 正木優太              | 剛田武♥上根綾香                                                                                     |
| 第10話 |          | 戀人們             | 日高政光 | 所俊克 濱崎徹 | 李少雷 小島唯可 正木優太              | 剛田武♥上根綾香 內村千秋♥飯島香奈                                                                   |
| 第10話 |          | 氣泡               | 日高政光 | 所俊克 濱崎徹 | 李少雷 小島唯可 正木優太              | 內村千秋♥飯島香奈                                                                                   |
| 第11話 |          | 調音               | 筆坂明規 | 筆坂明規      | 三股浩史 正木優太 高井里沙 LEVEL ZERO | 菅原卓郎♥高野千鶴 吉永倫子、上根綾香                                                                |
| 第11話 |          | 一筆勾銷           | 筆坂明規 | 筆坂明規      | 三股浩史 正木優太 高井里沙 LEVEL ZERO | 內村千秋♥飯島香奈 細川數子                                                                          |
| 第11話 |          | 考試               | 筆坂明規 | 筆坂明規      | 三股浩史 正木優太 高井里沙 LEVEL ZERO | 高瀨春彥♥神田沙希 皆川由紀 赤木正文♥梶亮子 香取慎一                                                 |
| 第12話 |          | 球技大賽           | 金子拓   | 筆坂明規      | 平田雄三 横松雄馬 三股浩史            | 山根隆夫♥栗原千代 高瀨春彥♥神田沙希 內村千秋♥飯島香奈 菅原卓郎♥高野千鶴 吉永倫子、皆川由紀 派翠西亞 |
| 第12話 |          | 暑假開始           | 金子拓   | 筆坂明規      | 平田雄三 横松雄馬 三股浩史            | 內村千秋♥飯島香奈 菅原卓郎♥高野千鶴                                                                 |

### 播放單位
| 播放日期              | 播放時間（UTC+9）         | 播放電視台 | 播放地區 | 備註 |
| --------------------- | ------------------------- | ---------- | -------- | ---- |
| 2017年7月4日－9月19日 | 星期三 23時15分－23時30分 | TOKYO MX   | 東京都   |      |
| 2017年7月4日－9月19日 | 星期三 23時45分－24時00分 | AT-X       | 日本全國 |      |
| 2017年7月5日－9月20日 | 星期四 00時15分－00時30分 | SUN電視台  | 兵庫縣   |      |
| 2017年7月5日－9月20日 | 星期四 02時15分－02時30分 | BS11       | 日本全國 |      |

## 外部連結
- 徒然喜歡你 WEB漫画網站 （页面存档备份，存于）（日語）
- MAGAMEGA | 徒然喜歡你 - 周刊少年Magazine （页面存档备份，存于）（日語）
- 電視動畫《徒然喜歡你》公式官網 （页面存档备份，存于）（日語）
- 電視動畫《徒然喜歡你》bilibili正版放送專題 （页面存档备份，存于）（简体中文）
- 電視動畫《徒然喜歡你》巴哈姆特動畫瘋正版放送專題 （页面存档备份，存于）（繁體中文）
- 動畫《徒然喜歡你》官方的X（前Twitter）（日語）